# Selmer (Tennessee)
Selmer è un comune degli Stati Uniti d'America, situato nello Stato del Tennessee, nella Contea di McNairy, della quale è il capoluogo.